# Weißschopfreiher
Der Weißschopfreiher (Tigriornis leucolophus) ist eine Art aus der Familie der Reiher. Die Art kommt ausschließlich in Afrika vor. Er ist der einzige Vertreter seiner Gattung. Als Schwestergattung gilt die amerikanische Gattung Tigrisoma. 

## Erscheinungsbild
Der Weißschopfreiher erreicht eine Körpergröße von 66 bis 80 Zentimeter. Der weiße Schopf ist normalerweise durch die dunklen Federn des Hinterkopfes verborgen und nur sichtbar, wenn der Reiher ihn aufrichtet. Der Oberkopf und der Nacken des Weißschopfreihers sind schwarz. Der Schnabel ist lang und schlank. Der obere Schnabel ist schwarzbraun, während der untere Schnabel gelbgrün ist. Die Wachshaut ist grün und die Iris sind gelb. Die Kopfseiten, der Hals, der Rücken und die oberen Flügeldecken weisen feine schwarz und rotbraune Streifen auf. Die Spitzen der Schwingen sind weiß. Die Körperunterseite ist nur wenig heller als die Körperoberseite und weist ein ähnliches, feines Streifenmuster auf. 

## Verbreitungsgebiet und Lebensraum

Verbreitungsgebiet des Weißschopfreihers (grün)

Der Weißschopfreiher kommt im tropischen Regenwald Westafrikas vor. Sein Verbreitungsgebiet reicht von Senegal, Guinea-Bissau, Guinea, Sierra Leone, Liberia, Elfenbeinküste, Kamerun, Gabun bis nach Zaire. Neben tropischen Regenwäldern kommt er auch in Galeriewäldern entlang von Flüssen sowie mangrovenbestandenen Flüssen an der Küste vor. 

## Lebensweise
Die Lebensweise des Weißschopfreihers ist bislang nur sehr unzureichend untersucht. Das Nahrungsspektrum ist vermutlich sehr groß. Sicher ist, dass dazu kleine Fische, Krebstiere, Frösche, Schlangen und Insekten zählen. Über die Fortpflanzungsbiologie ist bislang nur bekannt, dass er einzelgängerisch sein Nest in hohen Bäumen errichtet.   

## Belege

### Einzelbelege
1. ↑   Kushlan et al., S. 355
2. ↑   Kushlan et al., S. 356